# Veinte de Noviembre, Tila
Veinte de Noviembre är en ort i Mexiko.   Den ligger i kommunen Tila och delstaten Chiapas, i den sydöstra delen av landet, 700 km öster om huvudstaden Mexico City. Veinte de Noviembre ligger 1 300 meter över havet och antalet invånare är 101.
Terrängen runt Veinte de Noviembre är bergig västerut, men österut är den kuperad. Runt Veinte de Noviembre är det ganska tätbefolkat, med 111 invånare per kvadratkilometer. Närmaste större samhälle är Tila, 17,4 km sydost om Veinte de Noviembre. I omgivningarna runt Veinte de Noviembre växer i huvudsak städsegrön lövskog.